# Lyngby (Aarhus Kommune)
 For alternative betydninger, se Lyngby (flertydig). (Se også artikler, som begynder med Lyngby)
Lyngby er en lille landsby i Østjylland. Den ligger i Lyngby Sogn i den vestlige del af Aarhus Kommune i Region Midtjylland. Lyngby Sogn har 180 indbyggere (1.1.2019).
Trods den beskedne størrelse rummer Lyngby Sogn tre ejerlav: landsbyerne Lyngby og Yderup samt ejerlavet Lyngbygård. Indtil 1970 lå Lyngby i Borum-Lyngby Kommune, Hasle Herred, Århus Amt.
I landsbyen: Lyngby Kirke og Borum-Lyngby Sognegård.
Største ejendom: Herregården Lyngbygård (tidl. Lyngby Søndergård). På en del af herregården findes p.t. Lyngbygaard Golfcenter.
Historie: Antagelig opstået i Vikingetiden. Første gang nævnt i Liber Arhusiensis i 1313 som Liungby. Den har også i årenes løb været stavet Liøngbye, Løngby og Liunby. Kirkeligt og kommunalt har Lyngby udgjort et anneks til Borum.